# Březovice (Hořice)
Březovice (německy Bschesowitz) je vesnice, část města Hořice v okrese Jičín. Nachází se asi 2,5 kilometru východně od Hořic. Březovice je také název katastrálního území o rozloze 2,35 km². V katastrálním území Březovice leží i Svatogothardská Lhota.

## Název
Jméno obce Březovice je odvozeno od stromu bříza.

## Historie
První písemná zmínka o vesnici pochází z roku 1318. O pravěkém osídlení okolní krajiny svědčí pohřebiště kultury popelnicových polí, a výskyt hrobů z neolitu.
Hlavním zdrojem obživy obyvatel bylo pěstování obilí, řepy a těžba pískovce, po níž se dochovalo několik lomů. Kámen se v minulosti hodil zejména k výrobě brusů.

## Přírodní poměry
Vesnice stojí na rozhraní Jičínské pahorkatiny a Východolabské tabule. Jižně od ní protéká řeka Bystřice, jejíž tok je zde součástí přírodní památky Bystřice.